# La Digne-d’Amont
La Digne-d’Amont ist eine französische Gemeinde mit 290 Einwohnern (Stand: 1. Januar 2022) im Département Aude in der Region Okzitanien (vor 2016 Languedoc-Roussillon). Sie gehört zum Kanton La Région Limouxine im Arrondissement Limoux. Die Einwohner werden Dignois genannt.

## Geographie
La Digne-d’Amont liegt etwa 29 Kilometer südwestlich von Carcassonne am Flüsschen Cougaing, das zur Aude entwässert. Umgeben wird La Digne-d’Amont von den Nachbargemeinden Malras im Norden, La Digne-d’Aval im Nordosten und Osten, Tourreilles im Süden, Castelreng im Südwesten und Westen sowie Ajac im Westen.

## Bevölkerungsentwicklung
| Jahr                       | 1962 | 1968 | 1975 | 1982 | 1990 | 1999 | 2006 | 2019 |
| -------------------------- | ---- | ---- | ---- | ---- | ---- | ---- | ---- | ---- |
| Einwohner                  | 150  | 163  | 142  | 211  | 256  | 252  | 272  | 295  |
| Quellen: Cassini und INSEE |      |      |      |      |      |      |      |      |

## Sehenswürdigkeiten
- Kirche Sainte-Colombe, seit 1948 Monument historique